# Friedelshausen
Friedelshausen – miejscowość i gmina w Niemczech, w kraju związkowym Turyngia, w powiecie Schmalkalden-Meiningen, wchodzi w skład wspólnoty administracyjnej Wasungen-Amt Sand.